# Тунис на летних Олимпийских играх 2024

## Квалификация
| № п/п | Вид спорта                  | Мужчины        | Мужчины                | Женщины        | Женщины                | Всего          | Всего                  |
| № п/п | Вид спорта                  | Завоевано квот | Количество спортсменов | Завоевано квот | Количество спортсменов | Завоевано квот | Количество спортсменов |
| ----- | --------------------------- | -------------- | ---------------------- | -------------- | ---------------------- | -------------- | ---------------------- |
| 1     | Академическая гребля        | 1              | 1                      | 1              | 2                      | 2              | 3                      |
| 2     | Бокс                        |                |                        | 1              | 1                      | 1              | 1                      |
| 3     | Борьба                      | 2              | 2                      | 2              | 2                      | 4              | 4                      |
| 4     | Гребля на байдарках и каноэ | 2              | 2                      |                |                        | 2              | 2                      |
| 5     | Лёгкая атлетика             | 1              | 1                      | 1              | 1                      | 2              | 2                      |
| 6     | Плавание                    | 4              | 2                      |                |                        | 4              | 2                      |
| 7     | Стрельба                    |                |                        | 1              | 1                      | 1              | 1                      |
| 8     | Стрельба из лука            |                |                        | 1              | 1                      | 1              | 1                      |
| 9     | Теннис                      | 1              | 1                      |                |                        | 1              | 1                      |
| 10    | Тхэквондо                   | 2              | 2                      | 2              | 2                      | 4              | 4                      |
| 11    | Тяжёлая атлетика            | 1              | 1                      |                |                        | 1              | 1                      |
| 12    | Фехтование                  | 1              | 1                      |                |                        | 1              | 1                      |
|       | ИТОГО                       | 15             | 13                     | 9              | 10                     | 24             | 23                     |

## Медали
| Медаль | Спортсмен(ы) | Вид спорта | Дисциплина | Дата |
| ------ | ------------ | ---------- | ---------- | ---- |

| Вид спорта | 1 | 2 | 3 | Всего |

| Медали по датам | Медали по датам | Медали по датам | Медали по датам | Медали по датам | Медали по датам |
| --------------- | --------------- | --------------- | --------------- | --------------- | --------------- |
| Дата            | 1               | 2               | 3               | Всего           |                 |

## Состав команды
Академическая гребля
1. Квота1
2. Квота1
3. Квота2

 Бокс
1. Кхулуд Хлими[англ.]

 Борьба
Вольная борьба
1. Сивар Бусетта
2. Зайнеб Сгайер

Греко-римская борьба
1. Сулеймен Наср
2. Амин Генничи

Гребля на байдарках и каноэ
 Гребля на гладкой воде
1. Квота1

 Гребной слалом
1. Салим Ахмад Жеме[англ.]

 Лёгкая атлетика
1. Ахмед Джазири[англ.]
2. Марва Бузайяни[англ.]

 Плавание
1. Ахмед Хафнауи
2. Ахмед Жауди[англ.]

 Стрельба
1. Квота1

 Стрельба из лука
1. Квота1

 Теннис
1. Моэс Эшарги[англ.]*

 Тхэквондо
1. Мохамед Халил Джендуби[англ.]*
2. Фирас Катусси[англ.]*
3. Икрам Дхари[англ.]
4. Шема Туми[англ.]

 Тяжёлая атлетика
1. Карем Бен Хнья[англ.]

 Фехтование
1. Фарес Фержани[англ.]

## Академическая гребля
Тунис завоевал две квоты на участие в соревнованиях по академической гребле на Африканской квалификационной регате 2024 года в Тунисе.
Мужчины
| Спортсмен | Дисциплина | Заезд | Заезд | Утеш. заезд | Утеш. заезд | Полуфиналы | Полуфиналы | Финалы | Финалы |
| Спортсмен | Дисциплина | Время | Место | Время       | Место       | Время      | Место      | Время  | Место  |
| --------- | ---------- | ----- | ----- | ----------- | ----------- | ---------- | ---------- | ------ | ------ |
|           | Одиночки   |       |       |             |             |            |            |        |        |

Женщины
| Спортсмен | Дисциплина               | Заезд | Заезд | Утеш. заезд | Утеш. заезд | Полуфиналы | Полуфиналы | Финалы | Финалы |
| Спортсмен | Дисциплина               | Время | Место | Время       | Место       | Время      | Место      | Время  | Место  |
| --------- | ------------------------ | ----- | ----- | ----------- | ----------- | ---------- | ---------- | ------ | ------ |
|           | Двойки парные, легковесы |       |       |             |             |            |            |        |        |

Легенда: FA=Финал А (медали); FB=Финал В; FC=Финал С; FD=Финал D; FE=Финал E; FF=Финал F; SA/B=Полуфиналы A/B; SC/D=Полуфиналы C/D; SE/F=Полуфиналы E/F; QF=Четвертьфиналы; R=Утешительные заезды

## Бокс
Тунис завоевал одно место в женский олимпийский турнир по боксу на Африканском квалификационном турнире 2024 года в Дакаре, Сенегал.
| Спортсмен    | Категория        | 1 раунд            | 1/8 финала         | Четвертьфиналы     | Полуфиналы         | Финал              | Финал |
| Спортсмен    | Категория        | Соперник Результат | Соперник Результат | Соперник Результат | Соперник Результат | Соперник Результат | Место |
| ------------ | ---------------- | ------------------ | ------------------ | ------------------ | ------------------ | ------------------ | ----- |
| Кхулуд Хлими | Женщины до 57 кг |                    |                    |                    |                    |                    |       |

## Борьба
Тунис завоевал по два места в соревнования по греко-римской борьбе и в женские соревнования по вольной борьбе на Африкано-Океанском квалификационном турнире 2024 года в Каире, Египет.
Вольная борьба
| Спортсмен     | Категория        | 1/8 финала         | Четвертьфиналы     | Полуфиналы         | Утеш.поединки      | Финал / За 3 место | Финал / За 3 место |
| Спортсмен     | Категория        | Соперник Результат | Соперник Результат | Соперник Результат | Соперник Результат | Соперник Результат | Место              |
| ------------- | ---------------- | ------------------ | ------------------ | ------------------ | ------------------ | ------------------ | ------------------ |
| Сивар Бусетта | Женщины до 62 кг |                    |                    |                    |                    |                    |                    |
| Зайнеб Сгайер | Женщины до 76 кг |                    |                    |                    |                    |                    |                    |

Греко-римская борьба
| Спортсмен     | Категория         | 1/8 финала         | Четвертьфиналы     | Полуфиналы         | Утеш.поединки      | Финал / За 3 место | Финал / За 3 место |
| Спортсмен     | Категория         | Соперник Результат | Соперник Результат | Соперник Результат | Соперник Результат | Соперник Результат | Место              |
| ------------- | ----------------- | ------------------ | ------------------ | ------------------ | ------------------ | ------------------ | ------------------ |
| Сулеймен Наср | Мужчины до 67 кг  |                    |                    |                    |                    |                    |                    |
| Амин Генничи  | Мужчины до 130 кг |                    |                    |                    |                    |                    |                    |

## Гребля на байдарках и каноэ

### Гладкая вода
Тунис завоевал право выставить одну лодку в соревнованиях по гребле на байдарках и каноэ на гладкой воде по результатам Африканской квалификационной регаты 2023 года в Абудже, Нигерия.
Мужчины
| Спортсмен | Дисциплина    | Заезды | Заезды | Четвертьфиналы | Четвертьфиналы | Полуфиналы | Полуфиналы | Финалы | Финалы |
| Спортсмен | Дисциплина    | Время  | Место  | Время          | Место          | Время      | Место      | Время  | Место  |
| --------- | ------------- | ------ | ------ | -------------- | -------------- | ---------- | ---------- | ------ | ------ |
|           | Каноэ-2 500 м |        |        |                |                |            |            |        |        |

### Гребной слалом
Тунис завоевал право выставить одну лодку в мужских соревнованиях на байдарках на Африканском квалификационном турнире 2024 года в Реюньоне.
Мужчины
| Спортсмен | Дисциплина | Заезды    | Заезды | Заезды    | Заезды | Заезды       | Заезды | Полуфинал | Полуфинал | Финал | Финал |
| Спортсмен | Дисциплина | 1 попытка | Место  | 2 попытка | Место  | Лучшее время | Место  | Время     | Место     | Время | Место |
| --------- | ---------- | --------- | ------ | --------- | ------ | ------------ | ------ | --------- | --------- | ----- | ----- |
|           | Байдарка-1 |           |        |           |        |              |        |           |           |       |       |

## Легкая атлетика
Тунисские легкоатлеты выполнили нормативы для участия в Играх 2024 года, пройдя прямую квалификацию или по мировому рейтингу, в следующих соревнованиях (максимум по 3 спортсмена в каждом).
Беговые дисциплины
| Спортсмен      | Дисциплина          | Забеги    | Забеги | Утеш. забеги | Утеш. забеги | Полуфиналы | Полуфиналы | Финал     | Финал |
| Спортсмен      | Дисциплина          | Результат | Место  | Результат    | Место        | Результат  | Место      | Результат | Место |
| -------------- | ------------------- | --------- | ------ | ------------ | ------------ | ---------- | ---------- | --------- | ----- |
| Ахмед Джазири  | Мужчины 3000 м с/пр |           |        | —            | —            | —          | —          |           |       |
| Марва Бузайяни | Женщины 3000 м с/пр |           |        | —            | —            | —          | —          |           |       |

## Плавание
Тунисские пловцы выполнили требования для участия в нижеследующих дисциплинах плавательного турнира Олимпиады (максимум два пловца, выполнивших Олимпийский квалификационный норматив (OST) или, возможно, Олимпийский рассматриваемый норматив (OCT)).
Мужчины
| Спортсмен     | Дисциплина           | Заплывы | Заплывы | Полуфиналы | Полуфиналы | Финал | Финал |
| Спортсмен     | Дисциплина           | Время   | Место   | Время      | Место      | Время | Место |
| ------------- | -------------------- | ------- | ------- | ---------- | ---------- | ----- | ----- |
| Ахмед Хафнауи | 400 м вольный стиль  |         |         | —          | —          |       |       |
| Ахмед Хафнауи | 800 м вольный стиль  |         |         | —          | —          |       |       |
| Ахмед Хафнауи | 1500 м вольный стиль |         |         | —          | —          |       |       |
| Ахмед Жауди   | 400 м вольный стиль  |         |         | —          | —          |       |       |

## Стрельба
Тунис завоевал одно место в олимпийский турнир стрелков по результатам Чемпионата Африки по стрельбе 2023 года в Каире, Египет.
Женщины
| Спортсмен | Дисциплина                         | Квалификация | Квалификация | Полуфинал | Полуфинал | Финал | Финал |
| Спортсмен | Дисциплина                         | Баллы        | Место        | Баллы     | Место     | Баллы | Место |
| --------- | ---------------------------------- | ------------ | ------------ | --------- | --------- | ----- | ----- |
|           | Пневматический пистолет, 10 метров |              |              |           |           |       |       |

## Стрельба из лука
Тунис получил одно место в женском личном олимпийском турнирах лучников по результатам Африканскго континентального квалификационного турнира 2023 года в Набуле, Тунис.
| Спортсмен | Дисциплина                        | Предварительный раунд | Предварительный раунд | 1/64          | 1/32          | 1/16          | Четвертьфиналы | Полуфиналы    | Финал / За 3 место | Финал / За 3 место |
| Спортсмен | Дисциплина                        | Результат             | Посев                 | Соперник Счет | Соперник Счет | Соперник Счет | Соперник Счет  | Соперник Счет | Соперник Счет      | Место              |
| --------- | --------------------------------- | --------------------- | --------------------- | ------------- | ------------- | ------------- | -------------- | ------------- | ------------------ | ------------------ |
|           | Женщины индивидуальное первенство |                       |                       |               |               |               |                |               |                    |                    |

## Теннис
Моэс Эшарги завоевал именную квоту на участие в мужском личном олимпийском турнире, победив на Африканских играх 2024 года в Аккре, Гана.
| Спортсмен   | Дисциплина        | 1/32 финала   | 1/16 финала   | 1/8 финала    | Четвертьфиналы | Полуфиналы    | Финал / За 3 место | Финал / За 3 место |
| Спортсмен   | Дисциплина        | Соперник Счёт | Соперник Счёт | Соперник Счёт | Соперник Счёт  | Соперник Счёт | Соперник Счёт      | Место              |
| ----------- | ----------------- | ------------- | ------------- | ------------- | -------------- | ------------- | ------------------ | ------------------ |
| Моэс Эшарги | Мужчины одиночный |               |               |               |                |               |                    |                    |

## Тхэквондо
Тунис завоевал одно место в мужском турнире в соответствии с рейтингом WT и одно место в мужском и два в женском турнирах по результатам Африканского квалификационного турнира 2024 года в Дакаре, Сенегал.
| Спортсмен              | Дисциплина       | Квалификация       | 1/8 финала         | Четвертьфиналы     | Полуфиналы         | Утеш. поединки     | Финал/За 3 место   | Финал/За 3 место |
| Спортсмен              | Дисциплина       | Соперник Результат | Соперник Результат | Соперник Результат | Соперник Результат | Соперник Результат | Соперник Результат | Место            |
| ---------------------- | ---------------- | ------------------ | ------------------ | ------------------ | ------------------ | ------------------ | ------------------ | ---------------- |
| Мохамед Халил Джендуби | Мужчины до 58 кг |                    |                    |                    |                    |                    |                    |                  |
| Фирас Катусси          | Мужчины до 80 кг |                    |                    |                    |                    |                    |                    |                  |
| Икрам Дхари            | Женщины до 49 кг |                    |                    |                    |                    |                    |                    |                  |
| Шема Туми              | Женщины до 57 кг |                    |                    |                    |                    |                    |                    |                  |

## Тяжёлая атлетика
Тунис получил одно место в соревнованиях мужчин в соответствии с олимпийским рейтингом IWF
| Спортсмен      | Категория        | Рывок     | Рывок | Толчок    | Толчок | Всего | Место |
| Спортсмен      | Категория        | Результат | Место | Результат | Место  | Всего | Место |
| -------------- | ---------------- | --------- | ----- | --------- | ------ | ----- | ----- |
| Карем Бен Хнья | Мужчины до 73 кг |           |       |           |        |       |       |

## Фехтование
Тунис получил по рейтингу FEI Египет получил одно индивидуальное место в мужской сабле.
| Спортсмен     | Дисциплина    | Раунд 64      | Раунд 32      | Раунд 16      | Четвертьфинал | Полуфинал     | Финал / За 3 место | Финал / За 3 место |
| Спортсмен     | Дисциплина    | Соперник Счет | Соперник Счет | Соперник Счет | Соперник Счет | Соперник Счет | Соперник Счет      | Место              |
| ------------- | ------------- | ------------- | ------------- | ------------- | ------------- | ------------- | ------------------ | ------------------ |
| Фарес Фержани | Мужчины сабля |               |               |               |               |               |                    |                    |